# Eilemina
De Eilemina zijn een subtribus van vlinders in de geslachtengroep Lithosiini van de familie van de spinneruilen (Erebidae).

## Geslachten
- Aglossosia Hampson, 1900
- Apothosia Hampson, 1918
- Archilema Birket-Smith, 1965
- Brunia Moore, 1878
- Capnodilema Krüger, 2015
- Charitilema Krüger, 2015
- Chiperoneia Krüger, 2015
- Coniopsyche Krüger, 2015
- Ctenosia Hampson, 1900
- Didymonyx Watson, 1980
- Dimorphilema Krüger, 2015
- Eilema Hübner, 1819
- Entephrilema Krüger, 2015
- Eubaphilema Krüger, 2015
- Eucreagra Felder, 1874
- Galactilema Krüger, 2015
- Gracililema Krüger, 2015
- Habrosynilema Krüger, 2015
- Hammatilema Krüger, 2015
- Haplotilema Krüger, 2015
- Homoeotilema Krüger, 2015
- Horitrophilema Krüger, 2015
- Hyleilema Krüger, 2015
- Hypagoptera Hampson, 1900
- Hypocalilema Krüger, 2015
- Icteritilema Krüger, 2015
- Juxtilema Volynkin, 2021
- Kruegerilema Volynkin & László, 2021
- Lamprosiella Collins, 1962
- Lepidilema Aurivillius, 1910
- Lepista Wallengren, 1863
- Leptilema Krüger, 2015
- Lomilema Krüger, 2015
- Lophilema Aurivillius, 1910
- Lysceia Walker, 1854
- Micrilema Hampson, 1903
- Mimelilema Krüger, 2015
- Mkalama Krüger, 2015
- Namaquapsyche Krüger, 2015
- Nephilema Krüger, 2015
- Nouthetema Krüger, 2015
- Novilema Durante & Panzera, 2001
- Ochrotilema Krüger, 2015
- Oedipygilema Krüger, 2015
- Olisbus Krüger, 2015
- Oreadilema Krüger, 2015
- Orphnitilema Krüger, 2015
- Paractenosia Krüger, 2015
- Parakatha Krüger, 2015
- Paratrygodus Krüger, 2015
- Pasteosia Hampson, 1900
- Phasmatilema Krüger, 2015
- Pheletilema Krüger, 2015
- Phronema Krüger, 2015
- Phryganopsis Felder, 1874
- Poecililema Krüger, 2015
- Pseudlepista Hampson, 1910
- Pseudopelosia Krüger, 2015
- Pseudopoliosia Krüger, 2015
- Pseudotigrioides Krüger, 2015
- Pumililema Krüger, 2015
- Pusiola Wallengren, 1863
- Pusiolania Strand, 1912
- Sozusa Wallengren, 1863
- Stenilema Hampson, 1909
- Syntemnilema Krüger, 2015
- Thymedilema Krüger, 2015
- Titanilema Krüger, 2015
- Trygodus Krüger, 2015
- Tulbaghilema Krüger, 2015
- Yelva Birket-Smith, 1965
- Zadadrina Kiriakoff, 1954